# Abbaye Notre-Dame de Jouarre
Pour les articles homonymes, voir Abbaye Notre-Dame et Notre-Dame.
L’abbaye Notre-Dame de Jouarre, fondée au VIIe siècle, est une abbaye bénédictine située à Jouarre dans le département de Seine-et-Marne, en Île-de-France.

Une communauté de moniales bénédictines l'anime de nos jours. Elle fait l’objet d’un classement au titre des monuments historiques par la liste de 1840.

## Histoire
Au VIIe siècle vivaient à Ussy-sur-Marne les familles du noble Authaire et de son épouse Aiga (c'est-à-dire leurs trois fils Dadon, Radon et Adon). Ayant obtenu le domaine de Jouarre, Adon y fonde vers 630/635, dans la mouvance de saint Colomban de Luxeuil, l’abbaye Notre-Dame de Jouarre. C'est à l’époque un monastère double : il rassemble un couvent d’hommes et un couvent de femmes sous une seule autorité. Peu après la fondation, Adon reçoit des femmes qui souhaitent s'associer à la vie monastique ; Telchide, nièce de la seconde épouse de son père Mode, prend la tête du monastère. Mode et sa sœur Balde s'y retirent ensuite auprès leurs nièces Telchide et Aguilberte. C'est Agilbert futur évêque de Paris, frère de Telchide qui assume la succession d'Adon.
Aux IXe – Xe siècles, l'abbaye est un important centre de pèlerinage dans le rayonnement d'Aix-la-Chapelle, capitale de l'Empire. Au XIe-XIIe siècle, un bourg fortifié se constitue autour du monastère et donne naissance à l'actuelle ville de Jouarre.
Au moment du massacre de la Saint-Barthélemy (1572), l’abbesse Charlotte de Bourbon-Vendôme (1547-1582) convertie au protestantisme, s’en échappe dans une charrette de foin, et fuit vers l’Allemagne. Elle épouse Guillaume Ier d'Orange-Nassau.

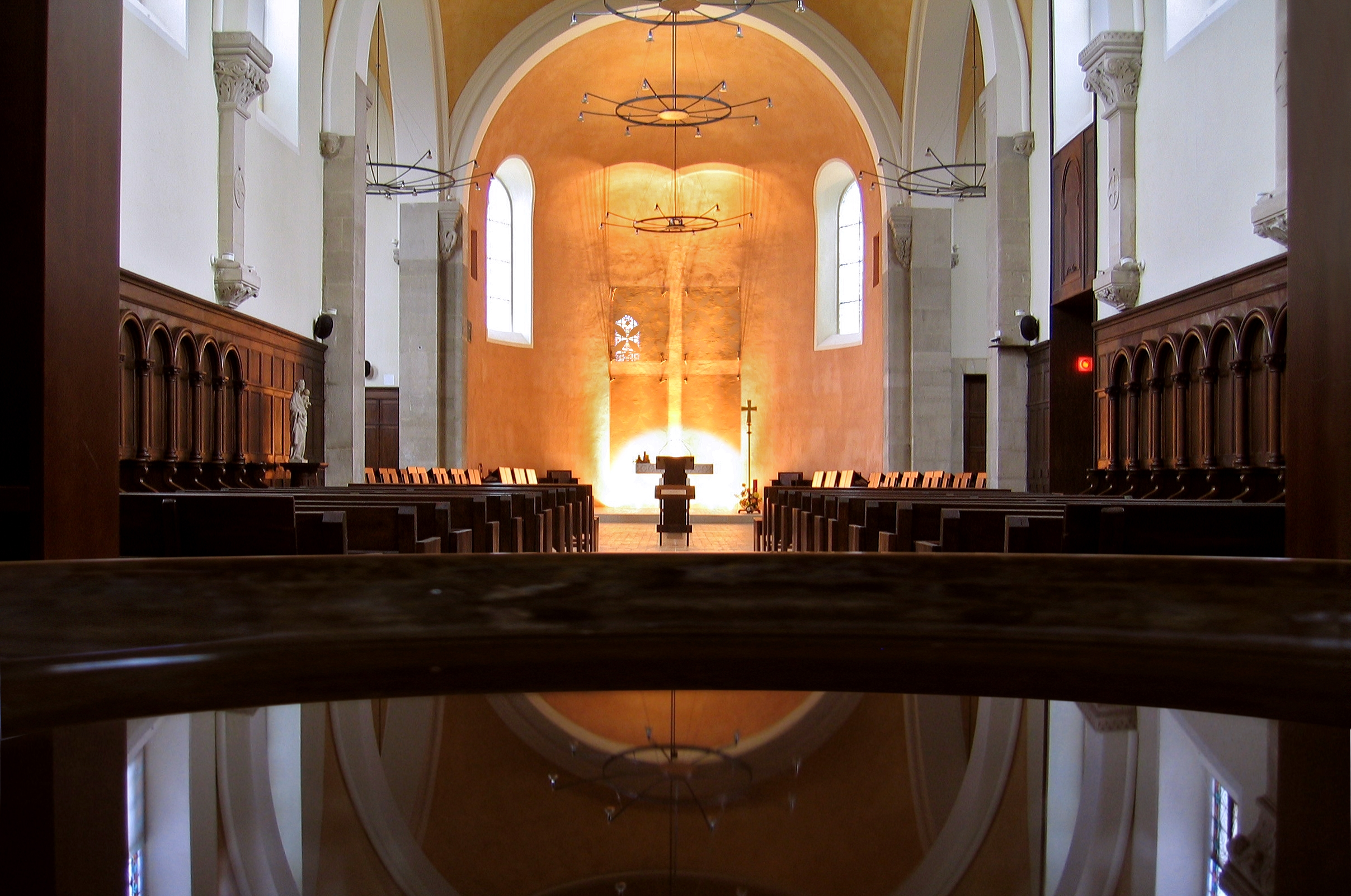
Intérieur de la nef.

Au XVIIe siècle, l'abbesse Jeanne de Bourbon construit une imposante église de style classique. L'abbesse Jeanne de Lorraine, amie personnelle de la reine Anne d'Autriche, accueille fréquemment la souveraine à Jouarre.
Au XVIIIe siècle, l'abbesse Henriette de Montmorin fait construire la grande aile toujours habitée de nos jours par la communauté des religieuses bénédictines. L'architecte Augustin de Luzy a reconstruit, entre 1742 et 1753, les bâtiments de l'abbaye de Jouarre dans le village en collaboration avec l'abbesse Catherine-Henriette de Montmorin de Saint-Hérem (1738-1789). Le pavillon de Thianges, destiné aux hôtes, a été construit au milieu du village.
À la Révolution, en 1792, les moniales sont dispersées. L'église du XVIIe siècle est vendue pierre à pierre.
Au XIXe siècle, le relèvement de l'abbaye est assuré par un essaim provenant de l'abbaye de Pradines dans la Loire. Les moniales rachètent peu à peu une grande partie des bâtiments vendus en biens nationaux, mais les terres ne reviendront jamais à l'abbaye. Les bénédictines reçoivent pour des retraites spirituelles.

## La crypte

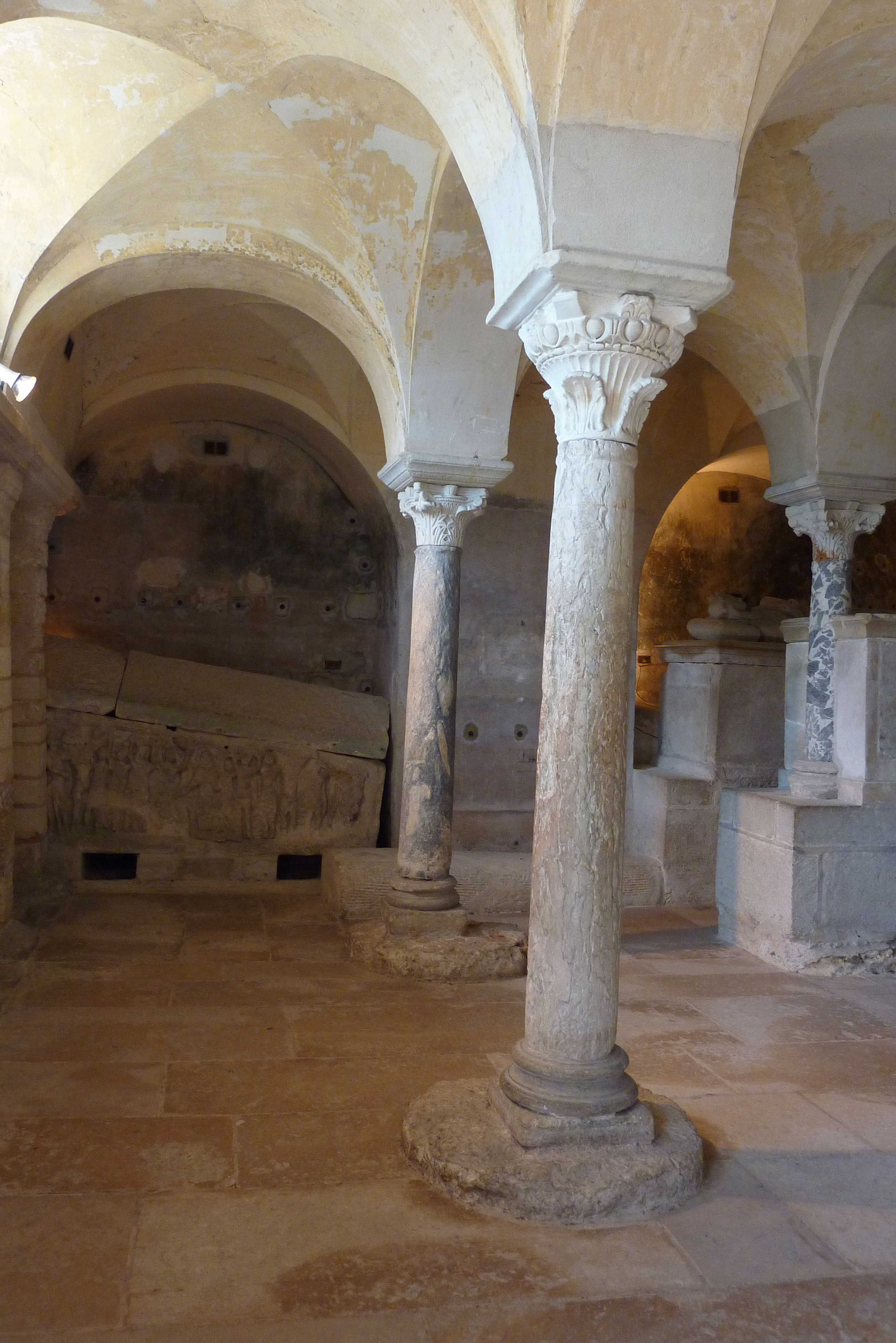
Crypte et sarcophages.
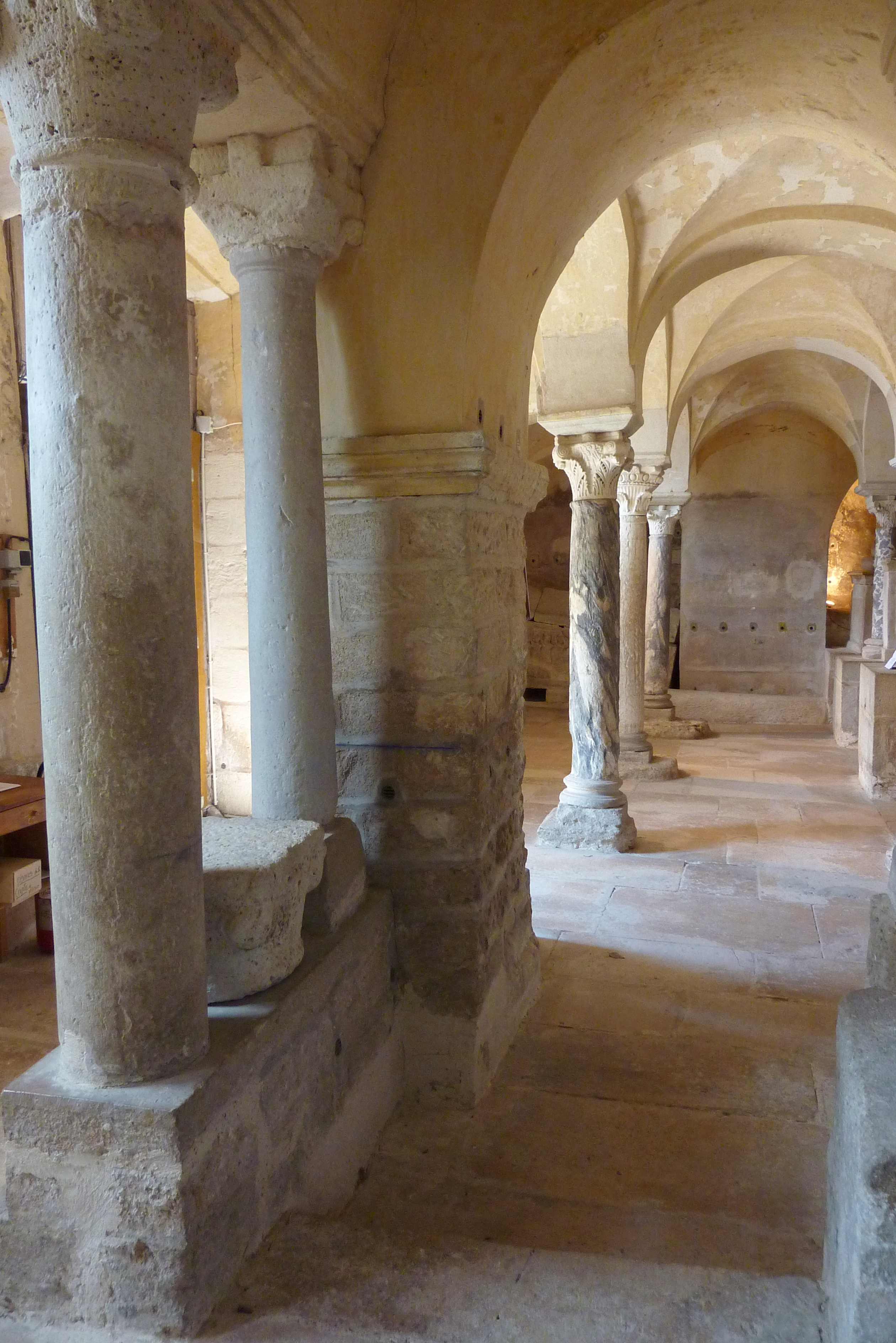
Crypte.
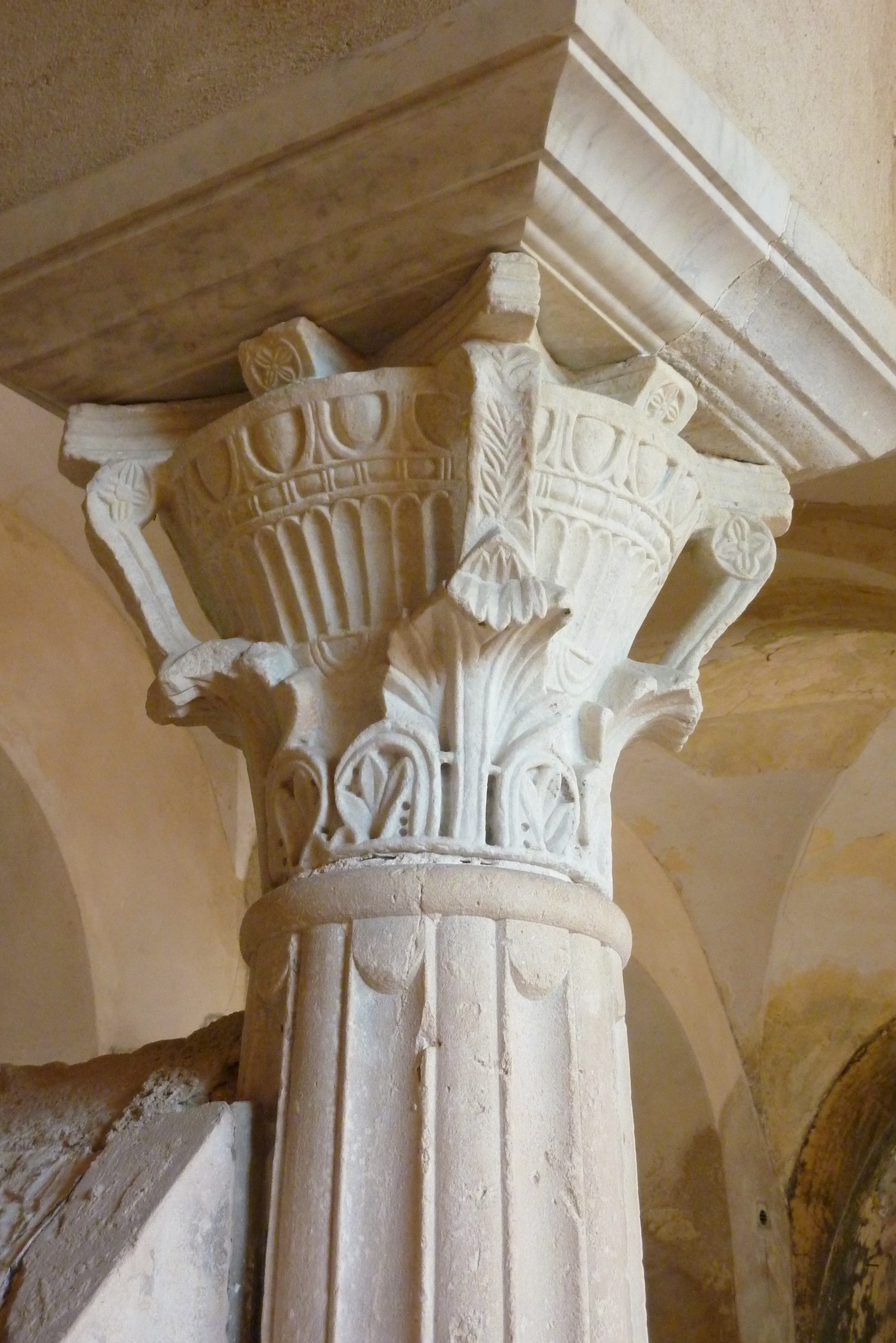
Chapiteau de la crypte.

La crypte mérovingienne contient les cénotaphes des fondateurs du monastère encore conservés de nos jours : Adon, Balde 3e abbesse, Telchide 1re abbesse, Mode tante de la précédente et sœur de Balde, Aguilberte 2e abbesse, Agilbert évêque de Paris, frère de Telchide et Ébrégisile évêque de Meaux frère d'Alguilberte ainsi que celui d'une certaine Osanne, princesse irlandaise qui vivait au VIIe siècle. Ces cryptes ne sont que les vestiges les mieux conservés d'un édifice de la fin du VIIIe siècle dont des restes archéologiques furent observés sous la place Saint-Paul au XIXe siècle et en 1993, qui permettent de reconstituer un bâtiment à trois nefs, dans l'axe des cryptes actuelles.

## Production

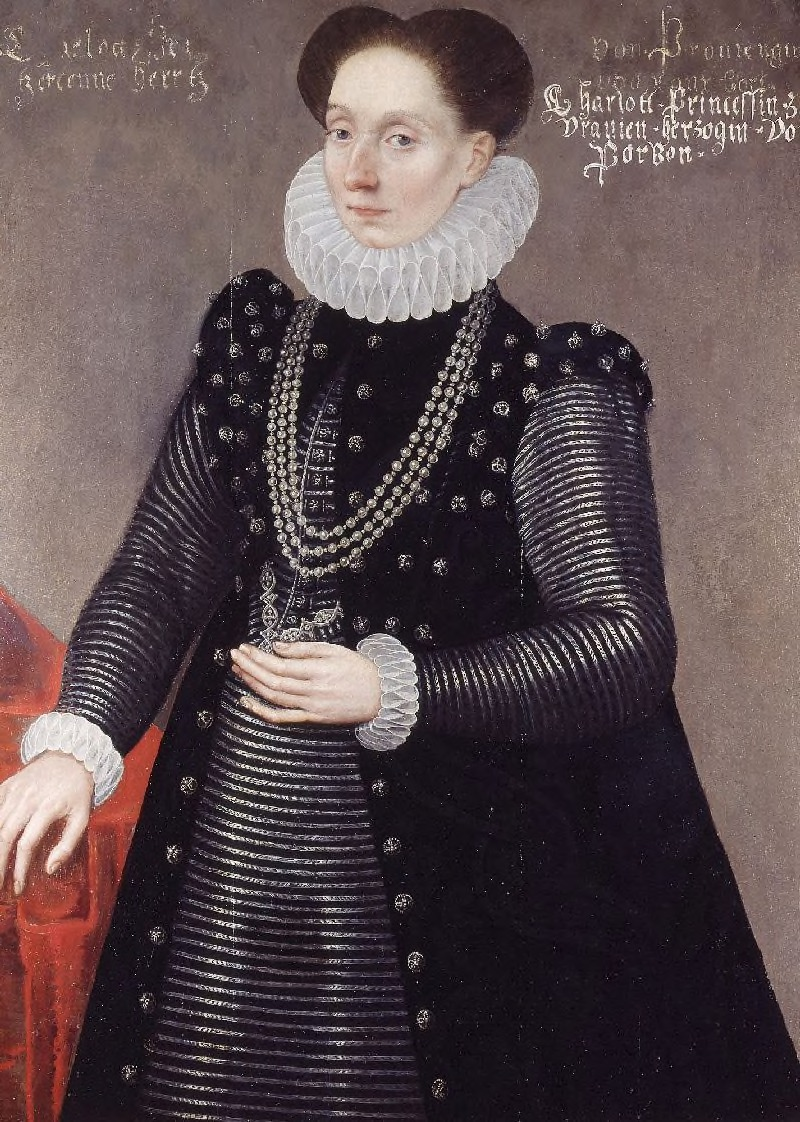
Charlotte I de Bourbon-Montpensier (1555-1572).

La communauté des sœurs bénédictines vit selon la règle de saint Benoît, ora et labora. Les sœurs partagent leurs journées entre les temps de prière et la fabrication de crèches et de statuettes en céramique, émaux plein feu terre cuite peinte et émaillée. On peut voir certaines de leurs créations sur leur site internet.

## Fondations
- Abbaye de Regina Laudis aux États-Unis en 1947.
- Monastère la Paix-Notre-Dame à Flée dans la Sarthe en 1946.